# 池田瑛子
池田 瑛子（いけだ えいこ、1938年4月7日 - ）は、日本の詩人。

## 略歴
富山県生まれ。射水市在住。旧姓・浜谷（はまたに）。青山学院大学文学部英米文学科卒。2009年11月～2019年11月、富山県詩人協会会長。現在、同会顧問。『祷』同人。2006年～2023年9月、北日本新聞「北日本文芸」詩壇選者。2015年、第67回北日本新聞文化功労賞受賞。2021年、『星表の地図』で第15回北陸現代詩人賞受賞。日本ペンクラブ会員。

## 著書
- 『風の祈り 詩集』浜谷瑛子 詩苑社 1963
- 『池田瑛子詩集』 (日本現代女流詩人叢書）芸風書院 1983
- 『駟 詩画集』池田瑛子 [ほか]著. 能登印刷・出版部 1990
- 『池田瑛子詩集 思惟の稜線』 (北陸現代詩人シリーズ) 能登印刷出版部 1995
- 『母の家 詩集』土曜美術社出版販売 2001
- 『秋の記憶』 (Arcadia series. フローラブックス)日下義彦[画]. 美研インターナショナル 2004
- 『池田瑛子詩集』 (新・日本現代詩文庫）土曜美術社出版販売 2006
- 『縄文の櫛 詩集』文芸社 2008
- 『岸辺に』思潮社 2013
- 『星表の地図』思潮社 2020
- 『歌の翼に』（[新]詩論・エッセイ文庫27）土曜美術社出版販売　2024